# 衣浦大橋
衣浦大橋（きぬうらおおはし）は、愛知県高浜市碧海町から愛知県半田市州の崎町に至る海上に架かる国道247号（愛知県道46号西尾知多線重複）の道路橋である。衣浦湾で隔てられた知多半島と三河地方碧海地域を結ぶ重要路線となっている。

## 概要
上り線　西行き（南側）、下り線　東行き（北側）の2橋からなる。
辺りは埋め立て及び干拓適地が多く、東の碧南市に農産地、西の半田市に観光地及び漁港があり、また両岸に工業地が連なっていたことから相互間の往来が多いと予想され、1948年（昭和23年）より架橋に向けて調査が行われた。
1952年（昭和27年）に成立した道路整備特別措置法に基づき、愛知県では濃尾大橋、愛岐道路と並ぶ最初の一般有料道路として建設された。
旧橋は1956年（昭和31年）1月27日に日本初の海上橋として開通。従来、北の刈谷橋を渡って迂回していた約14kmが短縮された。
新橋は1978年（昭和53年）2月に完成した。新橋が完成したことにより下り線（旧橋）は半田から高浜方面へ、上り線（新橋）は高浜から半田方面への道路として分離しそれぞれ2車線となっている。
また、開通時の旧橋は中央の橋脚を境に東西で形状の異なるトラスを持つ特異な外観であったが、新橋開通後、埋め立てによる海岸線の変化に合わせ東側を4径間強短縮する工事が行われたため、東側トラスはかつての1径間にも満たない長さを残すのみとなっている。
なお、同様に知多半島と碧海地域を結ぶ道路として、衣浦大橋の南部に位置する碧南市に有料道路として衣浦トンネル（1973年（昭和48年）開通）がある。

## 歴史
- 1950年（昭和25年）：取付道路着工。
- 1952年（昭和27年）10月：道路整備特別措置法を適用し、工費（計4億3千万円）を借り入れ[4]、着工。
- 1956年（昭和31年）1月27日：衣浦大橋（北側）が竣工。
- 1956年（昭和31年）2月1日：料金徴収開始[4]。
- 1968年（昭和43年）4月1日：この日から無料開放。
- 1978年（昭和53年）2月：衣浦大橋（南側）が開通。

## 橋の構造
- 上り線：6径間鋼床版箱桁 橋長413 m、全幅員11 m（2車線）
- 下り線：6径間トラス橋 橋長412 m、全幅員8.9 m（2車線）

## 上り線橋の増設

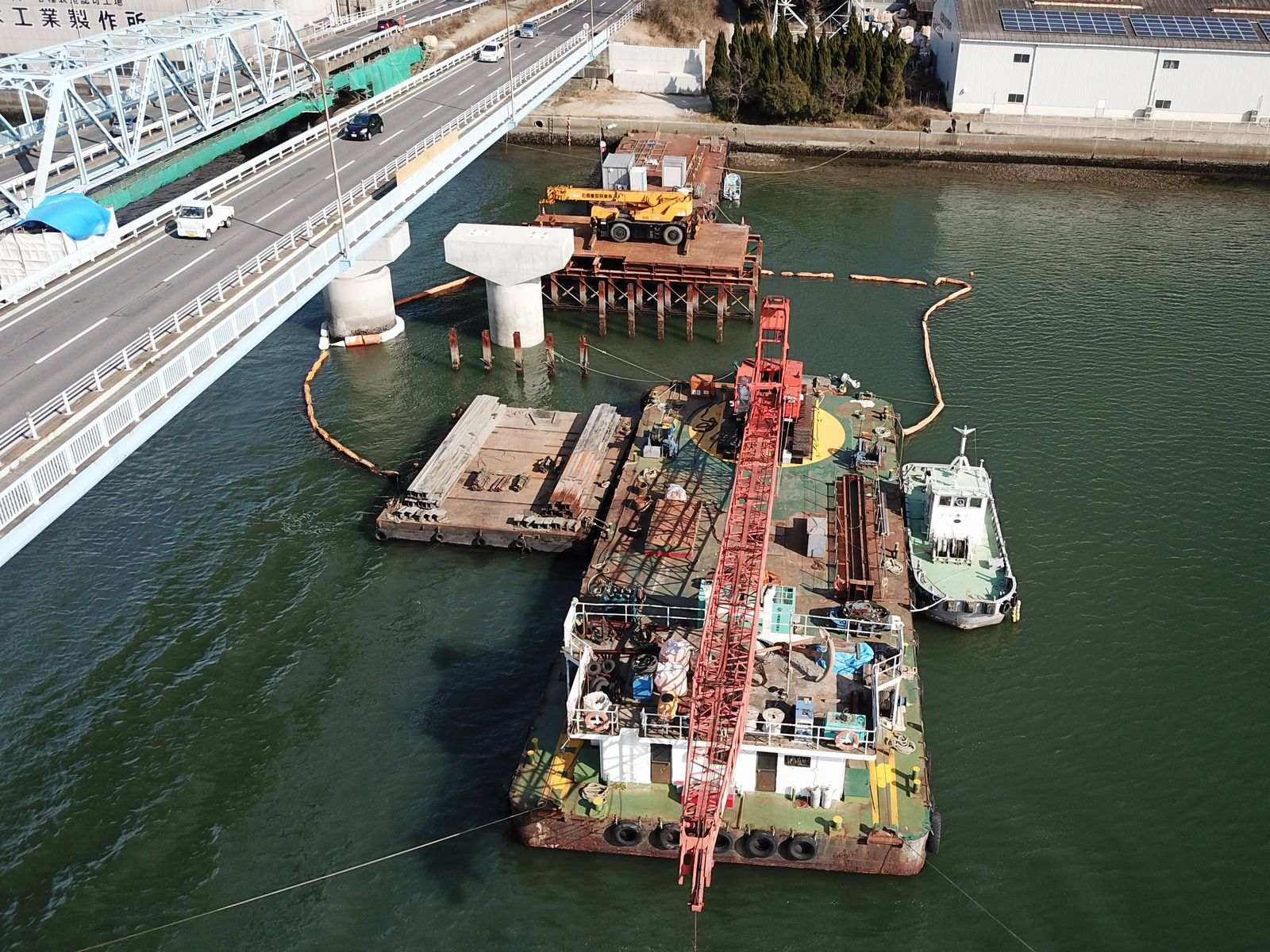
建設中の橋脚（2018年2月）

西三河・豊田地区から知多半島への物流の重要路線であり、2車線中1車線が左折専用レーンになっていることから渋滞の要所となっている。
その解消の為、上り線の下流に左折専用車線の橋（1車線）が架橋される。
2015年（平成27年）度より事業を開始、2023年（令和5年）3月25日に開通。。

## かつての通行料金
1956年（昭和31年）開通当時（片道）
- 普通自動車（貨物）：250円
- 普通自動車（乗用）：200円
- 小型自動車（貨物）：150円
- 小型自動車（乗用）：150円
- 軽自動車：50円
- 原動機付自転車：30円
- 自転車：10円
- 徒歩・うば車等：無料

## ギャラリー

歩道から見た風景（半田市側より撮影）
「きぬうらおおはし」の銘板（高浜市側より撮影）